# Alfred (pueblo)
Alfred es un pueblo ubicado en el condado de Allegany en el estado estadounidense de Nueva York. En el año 2000 tenía una población de 5140 habitantes y una densidad poblacional de 62.9 personas por km².

## Geografía
Alfred se encuentra ubicado en las coordenadas 42°15′22″N 77°47′23″O / 42.25611, -77.78972.

## Demografía
Según la Oficina del Censo en 2000 los ingresos medios por hogar en la localidad eran de $32 067, y los ingresos medios por familia eran $57 159. Los hombres tenían unos ingresos medios de $28 667 frente a los $29 821 para las mujeres. La renta per cápita para la localidad era de $10 785. Alrededor del 22.5% de la población estaban por debajo del umbral de pobreza.